# Визит Менгисту Хайле Мариама в СССР (1978)
Визит Менгисту Хайле Мариама в СССР — официальный визит председателя Временного военного административного Совета Социалистической Эфиопии Менгисту Хайле Мариама в Союз Советских Социалистических Республик 16 ноября — 26 ноября 1978 года. Во время визита был подписан Договор о дружбе и сотрудничестве между Союзом Советских Социалистических Республик и Социалистической Эфиопией от 20 ноября 1978 года, закрепивший тесный союз двух стран. Менгисту Хайле Мариам совершил поездку по СССР.

## Хроника визита
За год до визита, осенью 1977 года СССР пришлось отказаться от поддержки одного из своих главных союзников в Африке — Сомалийской Демократической Республики и оказать серьёзную военную и экономическую помощь Эфиопии, которая вела с Сомали войну за Огаден. Декларация об основах дружественных взаимоотношений и сотрудничества между СССР и Социалистической Эфиопией от 6 мая 1977 года, заключенная до этих событий, уже не соответствовала реальному положению дел, и было необходимо придать советско-эфиопским отношениям новое оформление, поднять их на более высокий уровень.
15 ноября 1978 года советская газета «Правда» сообщила о предстоящем официальном визите председателя Временного военного административного Совета и Совета Министров Социалистической Эфиопии, главнокомандующего Революционной армией, председателя Высшего центрального планового совета подполковника Менгисту Хайле Мариама. 16 ноября Менгисту во главе делегации ВВАС прилетел в Москву, где его лично встречал у трапа советский лидер Леонид Ильич Брежнев. Менгисту Хайле Мариаму были оказаны высшие почести — почетный караул трех родов войск, исполнение национальных гимнов кортеж по украшенным улицам столицы СССР.

### Состав делегации Эфиопии
Помимо Менгисту Хайле Мариама в состав эфиопской делегации входили:
- Берхану Байе — член Постоянного комитета ВВАС
- Гессессе Вольде Кидан — член Постоянного комитета ВВАС
- Йехвалашет Гырма — член ЦК ВВАС.
- Менгисту Гемецу — член ВВАС,
- Амагре Йиглету — министр торговли Социалистической Эфиопии,
- Теферра Вольде Семайат — министр финансов Социалистической Эфиопии,
- Фелеке Гедле-Гиоргис — министр иностранных дел Социалистической Эфиопии,
- Тесфайе Динка — министр промышленности Социалистической Эфиопии,
- Гетачеу Кибрет — политический советник в канцелярии председателя ВВАС[1].

### Переговоры
17 ноября в Кремле начались переговоры эфиопской делегации с лидерами СССР. С советской стороны в переговорах участвовали Л. И. Брежнев, председатель Совета Министров СССР А. Н. Косыгин, Министр иностранных дел СССР А. А. Громыко и кандидат в члены Политбюро ЦК КПСС, секретарь ЦК Б. Н. Пономарев. Стороны констатировали, что отношения двух стран успешно развиваются в соответствии с Декларацией 1977 года, и выразили стремление к их углублению. В тот же день в Большом кремлёвском дворце от имени Президиума Верховного Совета СССР и Правительства СССР был дан торжественный обед в честь Менгисту Хайле Мариама. Брежнев и Менгисту обменялись речами.

В своей речи Брежнев говорил -  
«Дорогие товарищи! Под руководством своих испытанных революционных вождей народ Эфиопии мужественно отразил иноземное вторжение, отстоял завоевания революции и территориальную целостность своей родины. Сейчас перед вами – громадные задачи мирного строительства, претворения в жизнь идеалов революции. Мы желаем вам больших успехов в этом благородном деле».

Менгисту отмечал в ответной речи — 
«Интернационалистская помощь, которую в период этой ожесточенной борьбы оказали нам партия, правительство и народ Советского Союза, навсегда останется в памяти эфиопского народа и займет важное место в истории его революции». 
18 ноября переговоры с эфиопской делегацией вел Алексей Николаевич Косыгин. В тот же день Менгисту Хайле Мариам по традиции возложил венки к мавзолею Ленина и Могиле Неизвестного Солдата.
20 ноября советско-эфиопские переговоры завершились подписанием Договора о дружбе и сотрудничестве между Союзом Советских Социалистических Республик и Социалистической Эфиопией

### Поездка по стране
- 21 ноября — Менгисту Хайле Мариам после беседы с секретарем ЦК КПСС Б. Н. Пономаревым вылетает в Ташкент. В аэропорту его провожают члены Политбюро ЦК КПСС во главе с Брежневым[5]. В Ташкенте, где его встречает 1-й секретарь ЦК компартии Узбекистана Шараф Рашидов. Менгисту в тот же день успевает осмотреть достопримечательности города[6].
- 22 ноября Менгисту Хайле Мариам встречается в Ташкенте с председателем Президиума Верховного Совета Узбекистана Н. М. Матчановым, посещает Ташкентский текстильный комбинат и колхоз «Кызыл Узбекистон» Орджоникидзевского района Ташкентской области[7].
- 23 ноября — Менгисту Хайле Мариам прибывает из Ташкента В Тбилиси, где его встречает 1-й секретарь ЦК компартии Грузии Э. А. Шеварднадзе[8].
- 24 ноября — Менгисту Хайле Мариам прибывает из Тбилиси в Симферополь
- 25 ноября — Менгисту Хайле Мариам через Ялту приезжает в Севастополь, где ему демонстрируют Черноморский флот ВМФ СССР, и в то же день возвращается обратно[8].
- 26 ноября — Менгисту Хайле Мариам и члены эфиопской делегации вылетают из Симферополя в Эфиопию[9].

## Итоги визита
28 ноября в советской прессе было опубликовано Совместное советско-эфиопское коммюнике по итогам визита. В нём сообщалось, что Менгисту пригласил Л. И. Брежнева посетить Эфиопию с официальным дружественным визитом, и приглашение было принято с благодарностью. Однако поездка Брежнева в Эфиопию не состоялась.
О том, что сам Менгисту Хайле Мариам придавал визиту в СССР большое значение, говорит тот факт, что он покинул свою страну на 10 дней в том момент, когда правительственная армия начала наступление в Эритрее. Когда 22 ноября его войска взяли под контроль столицу провинции Асмэру Менгисту находится в Ташкенте.
Главным итогом визита эфиопской делегации в СССР было подписание Договора о дружбе и сотрудничестве между Союзом Советских Социалистических Республик и Социалистической Эфиопией, закрепивший тесные отношения двух стран и гарантировавший Эфиопии мощную советскую поддержку. Советский Союз уже на долгосрочной основе получал нового союзника в Восточной Африке в то время, когда были потеряны его позиции в Сомали и Египте.
Заручившись поддержкой Москвы, Менгисту уже 1 декабря начал поездку по странам Восточной Европы